# Arapaimidae
Gli Arapaimidae Bonaparte, 1846 sono una famiglia di pesci d'acqua dolce osteoglossiformi, noti anche come pesci dalle lingue ossee. Questa famiglia comprende gli arapaima dei bacini dell'Amazzonia e di Essequibo, in Sud America, e gli arowana africani dall'Africa. Questa famiglia è a volte considerata parte della famiglia degli arowana, Osteoglossidae.
Uno studio genetico mostra che gli Arapaimidae (arapaima e arowana africani) si sono discostati dagli Osteoglossidae circa 220 milioni di anni fa, durante il Triassico superiore. All'interno di Osteoglossidae, la stirpe che porta al sudamericano arowana Osteoglossum sudamericani si è discostato circa 170 milioni di anni fa, durante il Giurassico medio. Gli arowana asiatici e australiani del genere Scleropages si separarono circa 140 milioni di anni fa, durante il Cretaceo inferiore.

## Distribuzione e habitat
Le specie del genere Arapaima sono originarie del Sud America mentre Heterotis niloticus è diffuso in Africa.

## Tassonomia
- Famiglia Arapaimidae (Heterotidinae) Nelson 1968 sensu Li, Grande & Wilson 1997
  - Genere † Arapaimidarum (solo otoliti)
  - Genere † Heterotidinarum Nolf, Rana & Prasad, 2008 (solo otoliti)
  - Genere † Thrissopterus Heckel, 1856
  - Genere † Chandlerichthys Grande, 1986
  - Genere † Laeliichthys Silva Santos, 1985
  - Genere † Joffrichthys Li & Wilson, 1996
  - Genere † Sinoglossus Su, 1986
  - Genere Heterotis Rüppell, 1829 ex Ehrenberg, 1836 - Arowana africani
  - Genere Arapaima Müller, 1843 - Arapaima